# Distretto di Wilmersdorf
Il distretto di Wilmersdorf (in tedesco Bezirk Wilmersdorf) era un distretto della città tedesca di Berlino.

## Storia
Il distretto di Wilmersdorf fu creato nel 1920 in seguito alla legge istitutiva della “Grande Berlino”, con la quale venivano annessi alla capitale tedesca una serie di città, comuni rurali e territori agricoli dell’immediato circondario.

Il distretto, indicato con il numero 9, comprese le aree fino ad allora costituenti la città di Wilmersdorf, i comuni rurali di Grunewald e di Schmargendorf e il territorio agricolo del Grunewald.
Nel 1945 il distretto fu assegnato al settore di occupazione britannico e quindi a Berlino Ovest.
Nel 2001, nell’ambito della riforma amministrativa dei distretti berlinesi, il distretto di Wilmersdorf venne fuso con il distretto di Charlottenburg, creando il nuovo distretto di Charlottenburg-Wilmersdorf.
L’area dell’ex distretto di Wilmersdorf corrisponde oggi ai quartieri di Grunewald, di Halensee, di Schmargendorf e di Wilmersdorf.